# Escudo de Egipto
El escudo de Egipto fue adoptado en 1958 durante la formación de la República Árabe Unida. Es un águila de oro aclarada de plata que sostiene sobre su pecho un escudo con los colores de la bandera nacional colocados en palo. El águila reposa sobre una cinta en la que puede leerse la denominación oficial de Egipto, escrita en árabe mediante caligrafía cúfica. 
La figura (el soporte en terminología heráldica) del águila, denominada águila de Saladino posee un diseño basado en una talla con la forma de esta ave rapaz esculpida en una muralla de El Cairo. El uso del águila en emblemas del mundo árabe es relativamente reciente, siendo actualmente empleado además por Irak y Palestina (tanto el Estado como la Autoridad Palestina, aunque en colores diferentes). Anteriormente fue usado también por Libia y Yemen (que luego lo cambió por el halcón de Quraish – otro emblema del mundo árabe).

## Historia
Las águilas han sido durante milenios símbolos de poder en Egipto, apareciendo en innumerables representaciones artísticas políticas y devocionales desde la era faraónica en adelante, y utilizadas como estandartes heráldicos por gobernantes paganos, cristianos y musulmanes hasta bien entrada la Edad Media. El principal de ellos fue Saladino, quien adoptó un águila como estandarte personal tras su coronación como sultán de Egipto en 1174. Los gobernantes egipcios posteriores, tanto de la dinastía ayubí que fundó como de la casta militar mameluca que la sucedió, continuarían su uso. del águila heráldica.
Durante la unión con Siria, en tiempos de la RAU (1958-1961), y hasta 1971, en la franja de plata del escudo figuraban dos estrellas de cinco puntas de sinople. Entre 1972 y 1984 el águila fue sustituida por un halcón de oro de los Quraysh, como parte del simbolismo de la Federación de Repúblicas Árabes, junto con Siria y Libia (la Federación en realidad sólo duró hasta 1977). La forma actual, con el escudo sin estrellas, data de 1984.

## Escudos históricos
| Escudo | Fechas             | País                                                      | Descripción |
| ------ | ------------------ | --------------------------------------------------------- | --- |
|        | 1250-1517          | Sultanato mameluco de Egipto                              | Escudo (atribuido) de oro triangular con media luna. |
|        | 1854-1863          | Eyalato de Egipto                                         | Escudo gules de tipo francés moderno, media luna con tres estrellas adentro y la corona real. |
|        | 1881-1914          | Jedivato de Egipto                                        | Escudo gules de tipo francés moderno, tres media lunas con una estrella adentro de cada una y la corona real. |
|        | 1914-1922          | Sultanato de Egipto                                       | Escudo gules de tipo polaco, tres media lunas con una estrella adentro de cada una y la corona real. |
|        | 1922-1953          | Reino de Egipto                                           | Manta real, en su interior una media luna y tres estrellas con un fondo azur, dos coronas adentro y afuera de la manta. |
|        | 1953-1958          | República de Egipto                                       | Águila de Saladino, en el centro una media luna y tres estrellas con un fondo sinople. |
|        | 1958-1971          | República Árabe Unida                                     | Águila de Saladino, en el centro un escudo conteniendo la bandera de la RAU, y abajo el nombre del Estado en árabe: "الجمهورية العربية المتحدة" (romanizado: al-Jumhuriya al-`Arabiya al-Muttaħida). |
|        | 1972-19771977-1984 | Federación de Repúblicas Árabes República Árabe de Egipto | Halcón de Quraish, en el centro un escudo, abajo el nombre del Estado en árabe: "اتحاد الجمهوريات العربية" (romanizado: ittiħād al-jumhūriyyāt al-`arabiyya). Mismo escudo que el de la Federación, abajo el nombre del Estado en árabe: "جمهورية مصر العربية" (romanizado: Jumhuriyat Misr al-`Arabiya). |
|        | 1984-actualidad    | República Árabe de Egipto                                 | Águila de Saladino, en el centro los colores de la bandera egipcia y abajo el nombre del Estado en árabe: "جمهورية مصر العربية" (romanizado: Jumhūrīyat Miṣr al-ʻArabīyah). Variante monocromática usada en la bandera nacional. Otra variante menos usada con el águila coloreada.                       |